# Wolfgang Schultze (Politiker)
Wolfgang Schultze (* 11. Februar 1936 in Hannover) ist ein deutscher Politiker (SPD) und Gewerkschaftsfunktionär.
Schultze besuchte die Volksschule und machte von 1951 bis 1954 eine Lehre als Werkzeugmacher. Im Jahr des Lehrbeginns trat er in die IG Chemie-Papier-Keramik ein. Nach der Lehre trat er 1955 der SPD bei und arbeitete noch bis September 1958 in seinem Beruf. Während dieser Zeit war er von 1953 bis 1957 Betriebsjugendvertreter und danach bis 1958 Betriebsratsmitglied. Nach seinem Ausscheiden aus dem Betrieb wurde er ab Oktober 1958 DGB-Jugendsekretär in Hannover und der umliegenden Landkreise Hannover und Springe. Von 1959 bis 1972 arbeitete Schultze als Sekretär im Bezirk Niedersachsen bei der Industriegewerkschaft Chemie-Papier-Keramik. Danach war er bis 1998 hauptamtliches Vorstandsmitglied im DGB-Landesbezirk Niedersachsen. Ab September 1980 gehörte er dem Hauptvorstand an und ab September 1988 war er stellvertretender Bundesvorsitzender der IG Chemie-Papier-Keramik mit Sitz in Hannover. Schultze war zudem noch Arbeitnehmervertreter in verschiedenen Aufsichtsräten.
Schultze war außerdem vom 21. Juni 1974, dem Beginn der achten Wahlperiode, bis zum Ende der 14. Wahlperiode Anfang 2003 Abgeordneter im Landtag von Niedersachsen. Ab 1990 war er Vorsitzender des Ausschusses für Wirtschaft und Verkehr.